# Lotta dei cuscini

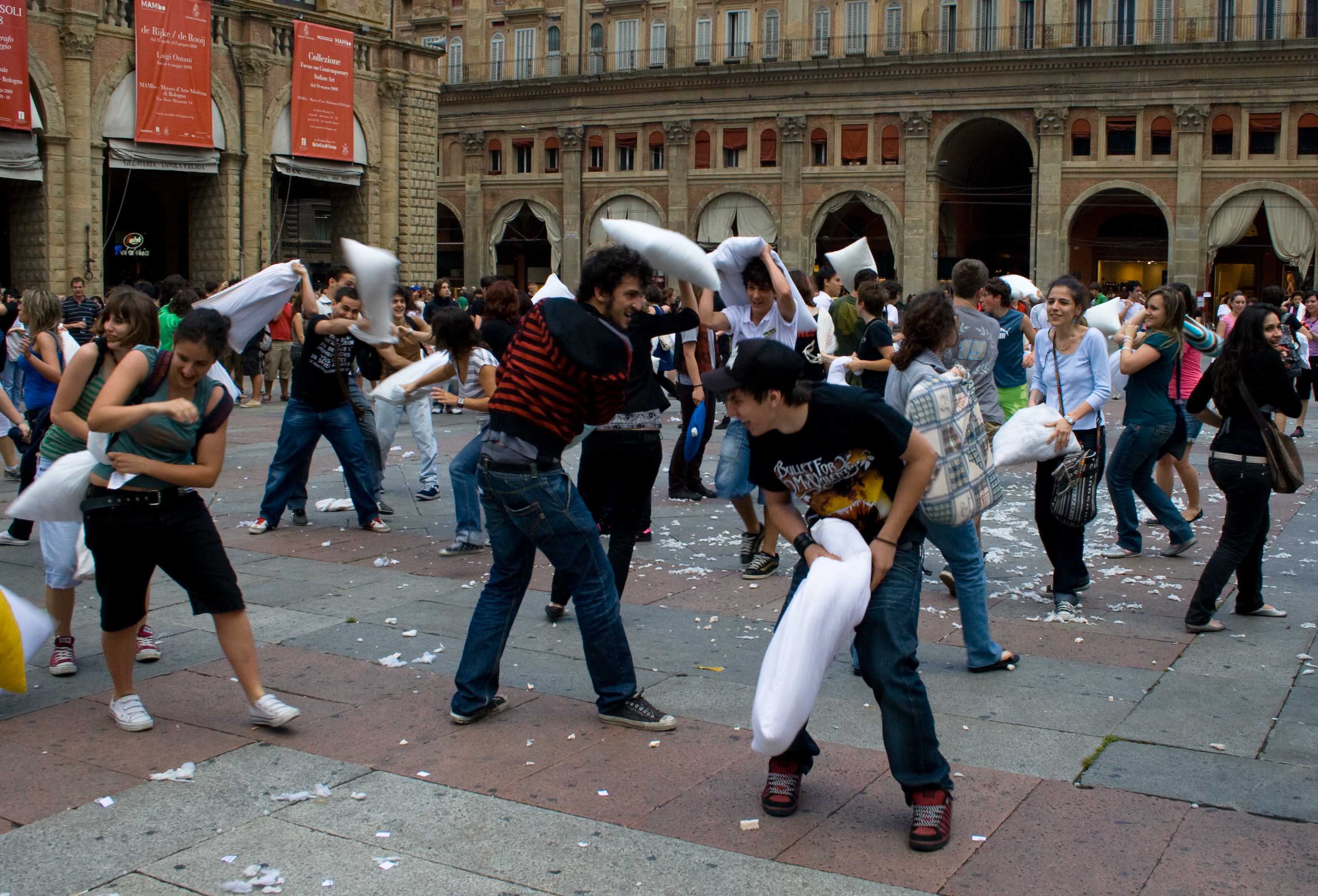
Lotta coi cuscini a Bologna (2008)

Per lotta o battaglia dei cuscini si intende un gioco in cui i partecipanti si colpiscono tra loro utilizzando dei cuscini. Le lotte coi cuscini non seguono necessariamente delle regole precise, ma avvengono il più delle volte in contesti informali come i pigiama party. Essendo soffici, i cuscini impediscono a coloro che li usano di ferirsi nel corso del gioco.

## Storia

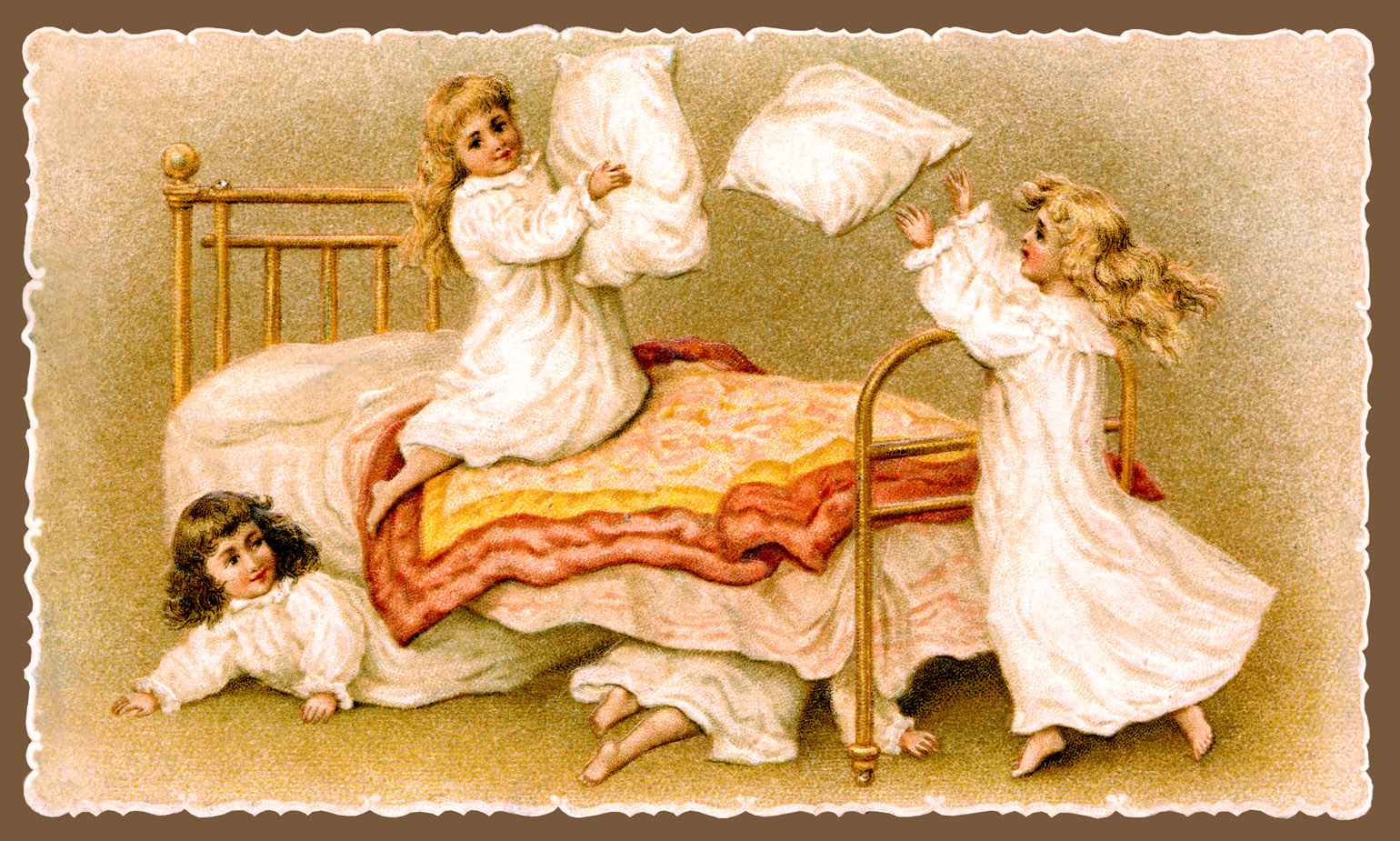
Cartolina austriaca del 1901

Sebbene non si sappia con assoluta certezza dove hanno avuto origine, le lotte dei cuscini avvenivano in epoca romana e nel Medioevo utilizzando dei sacchi imbottiti di piume. Molti anni dopo, nell'Ottocento, le battaglie con i cuscini divennero un passatempo molto apprezzato tra i bambini. Tuttavia i cuscini erano più fragili di quelli odierni dotati di un'imbottitura artificiale e tendevano a esplodere all'impatto.
Durante l'età contemporanea, le battaglie dei cuscini sono diventati eventi di aggregazione sociale come i pigiama party e i flash mob. Dal 2008 si tiene in Canada il World Pillow Fight Day. La più grande lotta coi cuscini venne disputata il 18 maggio 2018 durante un concerto tenuto a Minneapolis e vide impegnate 7.681 persone. In Giappone esiste un tipo di lotta coi cuscini chiamato Makura-Nage (枕投げ, まくらなげ).

## Nello sport
Durante i primi anni 2000, la WWE organizzava occasionalmente dei match noti come Lingerie Pillow Fights. Nel corso di questi combattimenti, delle wrestler donne (che allora prendevano il nome di diva) indossavano pigiami e abiti succinti e si colpivano con dei cuscini. Benché organizzati da una federazione di wrestling, questi scontri avevano poco a che vedere con quello sport. L'ultima Lingerie Pillow Fights venne tenuta nel 2008.
Negli anni 2020 la lotta dei cuscini è divenuta uno sport professionistico che consiste nel colpire l'avversario più volte possibile alla testa nell'arco di tre round da novanta minuti.